# Martin Hody
Martin Hody, connu aussi sous le nom de Martin de Hody, né le 12 juillet 1714, à Saint-Jean-de-Luz (Pyrénées-Atlantiques) et mort à Paris le 11 octobre 1796 est un prêtre des Missions étrangères de Paris, dont il sera le dernier supérieur avant la Révolution française.

## Biographie

### Une vocation basque
Martin de Hody est né le 12 juillet 1714, à Saint-Jean-de-Luz, selon son acte de naissance, « fils de Jean de Hody, conseiller du roi et lieutenant général au bailliage de Labourd, et de Marie-Martine de Lasson », dont il est le septième et dernier enfant. 
Répondant à sa vocation sacerdotale, il devient archidiacre dans le diocèse d’Aix, puis il est ordonné prêtre à Bayonne le 20 décembre 1738 par Monseigneur Jacques Bonne-Gigault de Bellefonds. Il bénéficie d'une prébende, ou bénéficie ecclésiastique, en l'église Saint-Jean-Baptiste d'Hasparren. Après qu'il eut fondé le séminaire de Larressore, son évêque le nomme supérieur du séminaire d’Arles .

### L'appel missionnaire
Le 17 août 1751, il est le premier basque à rejoindre la Société des Missions étrangères de Paris. Il y sera successivement directeur, procureur des missions, et supérieur, une première fois du 19 mai 1756 au 24 janvier 1760, du 13 janvier 1772 au 17 mai 1775, et du 15 janvier 1790 sine termino, ou plutôt jusqu'à sa mort, puisque aucun autre supérieur ne sera élu jusqu’en 1805, en raison des troubles révolutionnaires.
Ses différents mandats sont marqués par les oppositions entre les directeurs parisiens de la Société des Missions étrangères et les vicaires apostoliques, dont les orientations s'opposent.

### Les troubles de la Révolution française
À la Révolution, la Société des Missions étrangères ne compte que six évêques en qualité de vicaires apostoliques, quarante missionnaires, et dix prêtres directeurs à Paris. C'est peu au regard des « forts beaux revenus » associés à la Société qui souffre d'un manque de vocations. À la Révolution, le père Hody doit plusieurs fois répondre aux commissaires qui viennent perquisitionner dans le séminaire. Il refuse de prêter le serment à la Constitution civile du clergé. En septembre 1792, il se réfugie à Amiens, avec le Père Thomas Bilhère. Il revient à Paris, sans doute vers la fin de 1795, et loge dans une maison de la rue de Sèvres, étant donné que le Séminaire des Missions étrangères est confisqué comme d'autres biens nationaux. Après sa mort le 11 octobre 1796, malgré une situation dramatique, le père Bilhère qui le veille jusqu'à sa mort, ne voit en lui aucune inquiétude. À ses funérailles, de nombreux ecclésiastiques se retrouvent pour lui rendre un dernier hommage, dans la crypte des Missions étrangères.

## Contribution

### L'accompagnement spirituel de la famille royale
À la suite du départ pour Rome de son aumônier l’abbé Madier en mars 1791, Madame Elisabeth, la sœur du roi Louis XVI, vient demander conseil au Père Martin Hody pour trouver un nouveau directeur spirituel dans cette période si trouble. Il lui recommande un prêtre irlandais, Henri Edgeworth de Firmont accueilli au Séminaire des Missions étrangères, et qui bien qu'élu parmi les directeurs perpétuels de la Société, se retrouve pris dans un conflit de personnes. L'abbé irlandais accepte donc cette proposition, inattendue pour lui en sa qualité d'étranger, et il devient le confesseur de Madame Elisabeth, puis de Louis XVI, qu'il accompagna à l’échafaud après avoir entendu sa dernière confession.

### La reconnaissance des Dames de Saint-Maur
Comme la plupart des supérieurs du Séminaire des Missions étrangères au XVIIe siècle, Martin Hody était aussi supérieur de l’Institut du Saint-Enfant Jésus aussi connu sous le nom des Dames de Saint-Maur, en raison de la rue (actuelle rue de l'Abbé-Grégoire) où elles habitaient alors. En 1784, de concert avec la supérieure générale, sœur Marie-Dorothée Aldebert, le père Hody adresse une supplique à l’archevêque de Paris, Monseigneur Antoine-Éléonor-Léon Leclerc de Juigné, afin d’obtenir du roi des Lettres patentes pour cet Institut, que leur fondateur Nicolas Barré n'avait pourtant pas souhaité, dans l'espoir de maintenir l'esprit de pauvreté des religieuses. Il s'agit alors d'assurer la pérennité de cet Institut et de devenir financièrement indépendante, les religieuses étant dépendantes en grande partie des prêtres des Missions étrangères. Son soutien ne sera cependant pas suffisant pour offrir à l'Institut plus de reconnaissance juridique, ce qui n'empêchera pas les Sœurs de traverser la Révolution.

## Liens